# الحزب الوطني الكبير (كوريا الجنوبية)
حزب كوريا الحرية (بالكورية:자유한국당) ويعرف سابقاً باسم حزب ساينُرِي (بالكورية: 새누리당) وباسم الحزب الوطني الكبير (بالكورية: 한나라당). هو حزب كوري جنوبي من أحزاب وسط اليمين واليمين.